# Муринген, Дениньо
Дениньо Муринген (нидерл. Dehninio Muringen; 1 февраля 1999, Амстердам) — нидерландский футболист, центральный защитник.

## Биография
Воспитанник ряда нидерландских клубов, в том числе «Аякса» и «Утрехта». В 2018 году перешёл в «АДО Ден Хааг», в котором лишь один раз сыграл за основной состав — 23 ноября 2019 года в матче высшего дивизиона Нидерландов против Виллем II (3:3) отыграл первые 55 минут. В сезоне 2020/21 выступал на правах аренды за клуб первого дивизиона «Дордрехт». Весной 2022 года играл в первом дивизионе за «Роду», где только 6 раз выходил на замены на последних минутах матчей.
В конце 2022 года перешёл в эстонский клуб «Пайде ЛМ», подписав двухлетний контракт. В этом же клубе ранее играл партнёр Мурингена по академии «Аякса» Деабеас Секьере. Обладатель Суперкубка Эстонии 2023 года.

## Личная жизнь
По происхождению суринамец. Брат Келвин Майнард (1987—2019) также был футболистом.